# Остьор (приток на Сож)
Остьор (на руски: Остёр; на беларуски: Асцёр) е река в Русия (Смоленска област) и Беларус (Могильовска област), ляв приток на Сож (ляв приток на Днепър). Дължина 274 km. Площ на водосборния басейн 3490 km².
Река Остьор води началото си от крайните югозападни разклонения на Смоленското възвишение, в югоизточната част на Смоленска област на Русия, на 220 m н.в., на 4 km западно от село Шмаково. Тече по югозападната част на Смоленското възвишение, като неколкократно смяня посоката си. В горното течение долината ѝ е заблатена и изобилства от старици. В средното течение става дълбока и се стеснява до 40 – 50 m, а бреговете ѝ са разчленени от оврази и дерета. В долното течение долината ѝ отново се разширява до 1,5 – 2 km, а самата река силно меандрира по нея. В най-долното си течение навлиза на територията на Беларус (Могильовска област), а по последните ѝ 20 km преминава участък от руско-беларуската граница. Влива се отляво в река Сож (ляв приток на Днепър), на 5 km северно от беларуския град Кричев, на 140 m н.в. Основни притоци: леви – Голяма Навля, Ридига, Шумячка, Сосновка; десни – Острик, Стомет, Немка. Има предимна снежно подхранване. Среден годишен отток на 36 km от устието 20,8 km³/sec. Замръзва в периода от ноември до началото на януари, а се размразява в края на март или началото на април. По бреговете на реката са разположени множество населени места, в т.ч. град Рославъл в Смоленска област.